# Équipe de Côte d'Ivoire de football
Cet article traite de l'équipe masculine. Pour l'équipe féminine, voir Équipe de Côte d'Ivoire de football féminin.
Maillots
Actualités

Emblème depuis 2014

L'équipe de Côte d'Ivoire de football est la sélection de joueurs ivoiriens représentant le pays lors des compétitions internationales de football masculin, sous l'égide de la Fédération ivoirienne de football (FIF).
La Côte d'Ivoire a remporté à trois reprises la Coupe d'Afrique des nations (CAN), en 1992, 2015 et en 2024. Elle compte en 2019 23 qualifications pour la phase finale de la compétition continentale (seule l'Égypte a fait mieux) et huit podiums. « Les Éléphants » est le surnom de l'équipe nationale. Ils ont participé par ailleurs à trois phases finales de la Coupe du monde, en 2006, 2010 et 2014, sans jamais franchir le premier tour.
Parmi les joueurs de football ayant marqué l'histoire de la sélection, deux ont remporté le trophée du Joueur africain de l'année : Didier Drogba et Yaya Touré, respectivement deux et quatre fois.
Les joueurs de la sélection s'entraînent au Centre technique national de Bingerville et jouent au stade Félix-Houphouët-Boigny, situé à Abidjan.
L'équipe nationale de Côte d'Ivoire est la 5e meilleure sélection africaine de tous les temps avec 9 médailles, 3 en or, 2 en argent et 4 médailles de bronze.
La Côte d’Ivoire est la première sélection africaine à avoir gagné une Coupe d’Afrique des nations (1992) sans encaisser de but,.
La Côte d’Ivoire est également la première sélection africaine à avoir perdu une Coupe d’Afrique des nations (2012) sans encaisser de but en arrivant jusqu’en finale.

## Histoire

### Des débuts prometteurs
La Fédération ivoirienne de football (FIF) est fondée en 1960, alors que la Côte d'Ivoire est inscrite dans un processus d'indépendance de la France depuis le référendum de 1958. Alors même que l'indépendance n'est pas encore proclamée (elle le sera le 7 août), la fédération réunit la sélection ivoirienne qui dispute le 13 avril 1960 son premier match à l'occasion des Jeux sportifs de la communauté française organisés à Tananarive (Madagascar). Les « Éléphants », comme ils seront bientôt surnommés, battent le Dahomey, futur Bénin (3-2), puis s'inclinent face au Congo. En 1961, la Fédération devient membre de la Confédération africaine de football et obtient son affiliation à la FIFA en 1964. Fin 1961, Abidjan reçoit la 2e édition des Jeux de la communauté française, rebaptisés Jeux de l'Amitié, où les Ivoiriens s'inclinent en finale face à l'équipe de France amateur (2-3). Pendant le tournoi ils battent la République centrafricaine onze buts à zéro (dont sept pour le seul Joachim Diagou), ce qui reste leur victoire record.
En 1965, l'équipe de Côte d'Ivoire dispute son premier match éliminatoire de Coupe d'Afrique des nations. Les Ivoiriens se qualifient pour l'édition de 1965 aux dépens du Liberia, dominent le Congo-Léopoldville en phase finale en Tunisie mais sont battus par le Ghana, la meilleure équipe africaine du moment (4-1). Pour sa première participation au tournoi continental, la sélection d'Alphonse Bissouma Tapé termine à la 3e place devant le Sénégal, et Eustache Manglé en est le co-meilleur buteur. Pendant l'été, la sélection atteint également la 3e place des premiers Jeux africains, dans lesquels ont été fondus les Jeux de l'Amitié.
Les Ivoiriens confirment leur 3e place lors de la Coupe d'Afrique suivante, en 1968, où ils sont de nouveau battus par le Ghana en demi-finale (3-4). Puis ils terminent à la 4e place en 1970. Ces performances sont rendues possibles par l'efficacité de Laurent Pokou, meilleur buteur des deux tournois,. Malgré ses bons résultats en Coupe d'Afrique, la Fédération n'inscrit pas la sélection aux tours préliminaires à la Coupe du monde, ni en 1966 (où toutes les équipes africaines déclarent finalement forfait pour réclamer une place réservée à la meilleure sélection africaine), ni en 1970. C'est chose faite pour la Coupe du monde 1974. Après avoir battu la Sierra Leone et la Tunisie, les Ivoiriens s'inclinent à l'été 1973 face au Maroc.

### Deux décennies difficiles
Les années 1970 et 1980 sont globalement décevantes. Le 2 mai 1971, les Éléphants subissent la plus large défaite de leur histoire face au Ghana, à domicile (2-6). Quelques mois plus tard, ils échouent pour la première fois à se qualifier pour la CAN. Le 6 juillet 1974, ils sont de nouveau battus par quatre buts d'écart, par le Malawi (1-5). Entre-temps, ils ont réussi à devancer le Ghana pour se qualifier à la CAN 1974, mais y sont sèchement battus au premier tour. De nouveau devancée lors des qualifications à la CAN 1976, la Côte d'Ivoire touche le fond en étant disqualifiée, en même temps que son adversaire le Mali, lors des éliminatoires de la CAN 1978, pour avoir aligné un joueur non autorisé. Battue au 3e tour des qualifications pour la Coupe du monde 1978 par le Nigeria, la Côte d'Ivoire se qualifie pour la CAN 1980 mais ne passe pas le premier tour. Elle connaît alors une crise d'existence et ne s'inscrit ni aux éliminatoires de la Coupe du monde, ni à ceux de la Coupe d'Afrique 1982.
Après près de deux ans sans match, la sélection retrouve les terrains pour la 1re édition de la coupe CSSA, opposant les pays d'Afrique de l'Ouest. En 1983 elle remporte la Coupe CEDEAO. En 1984, la Côte d’Ivoire est chargée d'organiser la Coupe d'Afrique en remplacement du Malawi, et se trouve donc qualifiée d'office. C'est la première édition dont le nombre de joueurs évoluant en Europe n'est pas limité, ce qui élève le niveau de jeu et le rend plus défensif. Les Ivoiriens sont éliminés au premier tour après deux défaites face au Cameroun et l'Égypte,.
Les Éléphants renouent brièvement avec le succès en récoltant la médaille de bronze de la Coupe d'Afrique des nations 1986 en Égypte,. Abdoulaye Traoré est co-meilleur buteur du tournoi. Mais ils ne parviennent ni à se qualifier pour les Coupes du monde de 1986 et 1990, ni à passer le premier tour des Coupes d'Afrique de 1988 (elle y est devancée au tirage au sort par l'Algérie) et 1990.

### Les Éléphants champions d'Afrique 1992
Dirigés par Martial Yeo, les Ivoiriens remportent pour la première fois un titre d'importance en 1992, avec la Coupe d'Afrique des nations organisée au Sénégal. Après être sortie en tête de son groupe devant l’Algérie, tenant du titre battue 3-0, et le Congo (0-0), la Côte d’Ivoire s’impose en quart contre la Zambie (1-0), sur un but à la 94e minute de Donald-Olivier Sié, puis en demi-finale contre le Cameroun, aux tirs au but, après un score nul et vierge. En finale les Ivoiriens doivent de nouveau en passer par les tirs au but pour battre le Ghana d'Abedi Pelé, à l'issue d'une séance de tirs au but restée dans la légende (11 tirs au but à 10). Le gardien de but Alain Gouaméné devient le héros de la finale en arrêtant le dernier tir au but ghanéen,.
En octobre 1992, les Ivoiriens sont invités à la 1re édition de la Coupe des confédérations, connue alors comme la « Coupe du Roi Fahd ». Les champions d'Afrique s'y inclinent assez lourdement face à l'Argentine de Gabriel Batistuta (5-0), championne d'Amérique du Sud, puis face aux États-Unis, vainqueur de la Gold Cup 1991 (5-2).
Sur cette lancée de 1992, les Ivoiriens manquent la qualification pour la Coupe du monde 1994 à la différence de buts, au bénéfice du Nigeria. Le même Nigeria prive la Côte d'Ivoire d'une 2e finale d'affilée lors de la CAN suivante, aux tirs au but encore, après un beau tournoi. Cette défaite marque la fin d'un cycle  pour les Éléphants. Lors des quatre éditions suivantes de la CAN, ils n'atteignent qu'une fois le stade des quarts de finale, en 1998 (où ils sont battus par l'Égypte, futur vainqueur, aux tirs au but). Pire, en 2004 en Tunisie, la Côte d'Ivoire n’est même pas qualifiée, alors que le pays traverse une grave crise politique.
En 2000, éliminée prématurément de la CAN, l'équipe nationale ivoirienne avait été retenue dans un camp militaire, sur décision des généraux au pouvoir qui voulaient leur inculquer des notions de civisme.

### 2005-2014: La génération dorée

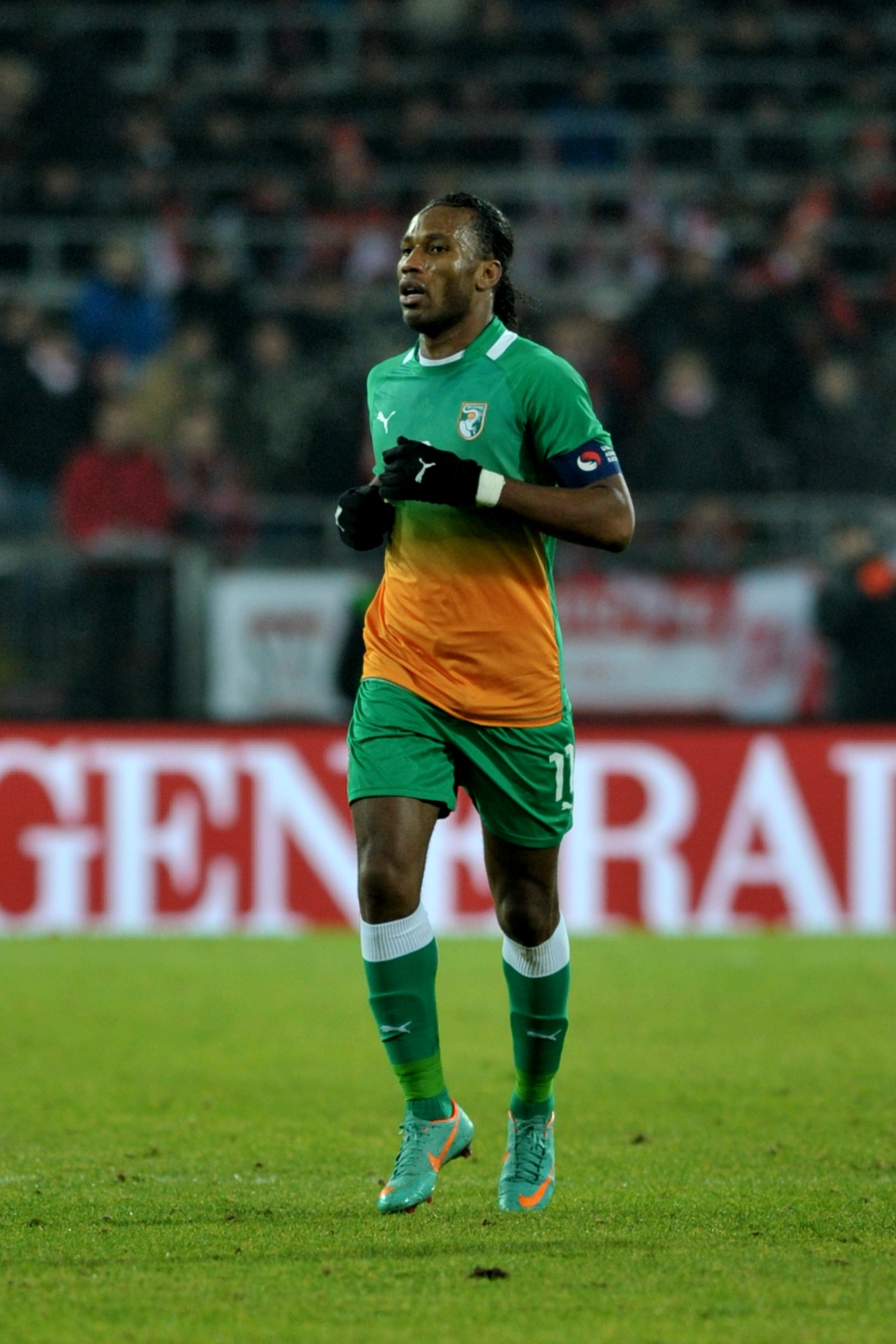
Drogba en 2012.

Quinze ans après leur unique titre africain, les Ivoiriens reconstituent une équipe compétitive au niveau international, portée par l'éclosion des jeunes de l'Académie Mimosifcom (Kolo et Yaya Touré, Didier Zokora, etc.) et de Didier Drogba en France. Fort de la victoire des moins de 20 ans aux Jeux de la Francophonie en 2005, les Éléphants, entraînés par Henri Michel, retrouvent leur place parmi les équipes majeures du continent africain en se qualifiant pour leur première Coupe du monde en 2006 aux dépens du Cameroun et de l’Égypte. Ils atteignent en plus la finale de la CAN 2006, éliminant au passage le Cameroun, après une séance de tirs au but interminable (0-0, 12-11 t.a.b.), et le Nigeria, mais s'y inclinent face à l'Égypte aux tirs au but (0-0, 4-2 t.a.b.),.

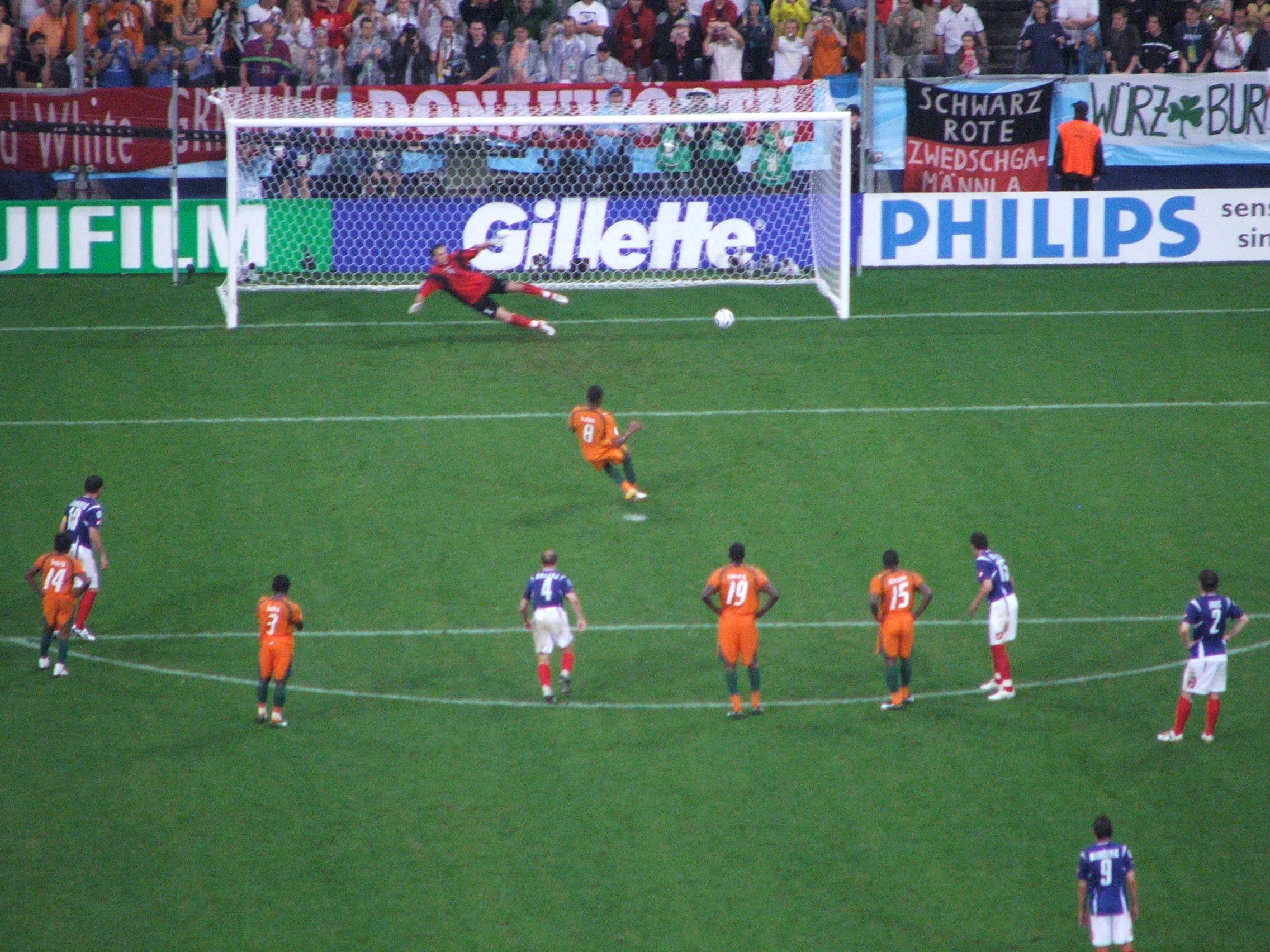
Penalty de Kalou lors de la Coupe du monde 2006.

La Côte d'Ivoire, tombée dans le « groupe de la mort » lors du Mondial en Allemagne, ne parvient pas à franchir le premier tour après deux défaites (2-1) contre l'Argentine et les Pays-Bas. Mais elle obtient une victoire historique, sa première en phase finale de Coupe du monde, contre la Serbie-Monténégro (3-2).
Henri Michel laisse sa place à l'Allemand Ulrich Stielike, qui a pour objectif de remporter la CAN 2008. Favorite de la compétition avec son effectif de stars, la « Séléphanto » se qualifie aisément pour les quarts de finale et y écarte la Guinée sèchement. En demi-finale, elle est pourtant surprise par l'Égypte, tenant du titre (1-4),, puis laisse la 3e place au Ghana. Drogba, qui devait recevoir le trophée de Joueur africain de l'année 2007 mais qui refuse de se déplacer pour préparer le quart de finale, se voit finalement devancé par la CAF, qui offre le trophée au Malien Frédéric Kanouté.

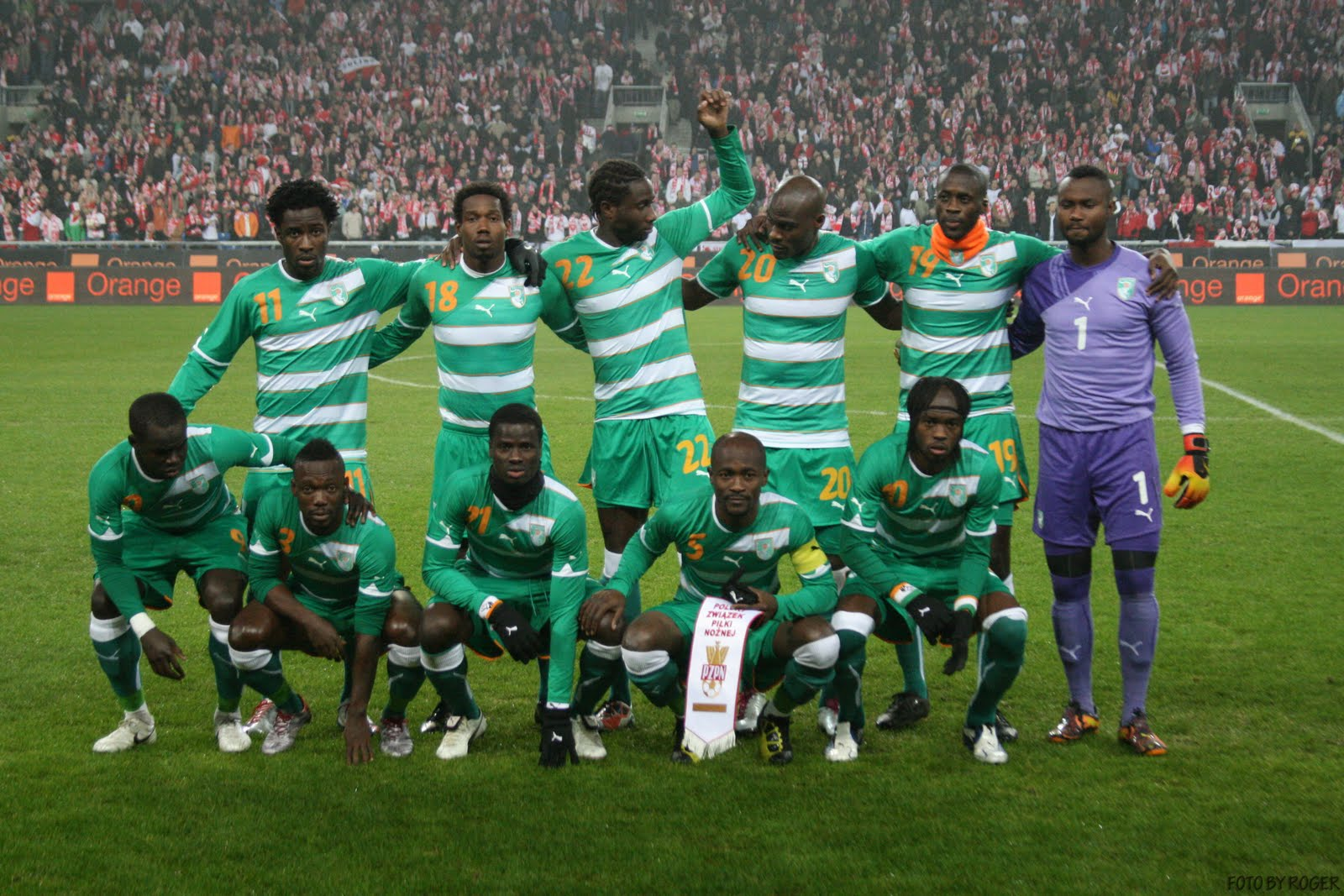
Les Éléphants, avant le match contre la Pologne en novembre 2010, après la fin de la Coupe du monde en Afrique du Sud.

En mai 2008, Vahid Halilhodžić se voit confier la mission de qualifier la sélection pour la CAN 2010 et la Coupe du monde en Afrique du Sud, ce qu'il réussit brillamment. Lors de la Coupe d'Afrique, la Côte d'Ivoire est de nouveau favorite. Elle se qualifie pour les quarts de finale grâce à une victoire sur le Ghana, mais s'incline contre l'Algérie dès les quarts de finale, après prolongation (3-2). À quelques mois du Mondial 2010, Halilhodžić est licencié.
Entre temps, en 2009, la Côte d'Ivoire est chargée de l'organisation de la première édition du Championnat d'Afrique des nations, réservé aux joueurs évoluant dans leur championnat national. La sélection bis ivoirienne, dirigée par Georges Kouadio, s'incline au premier tour. Elle ne fera pas mieux deux ans plus tard au Soudan.
Le glorieux et très cher entraîneur suédois Sven-Göran Eriksson arrive pour la Coupe du monde 2010. La Côte d'Ivoire se trouve une fois de plus dans un groupe relevé avec deux favoris, le Portugal et le Brésil. Elle résiste d'abord aux Portugais (0-0) puis cède face aux Brésiliens (1-3). La victoire face aux Nord-coréens (3-0) ne suffit pas à les qualifier du fait du match nul entre Brésiliens et Portugais,.
L'Ivoirien François Zahoui prend la suite d'Eriksson. Il qualifie sa sélection à la CAN 2012 et la mène en finale du tournoi sans prendre le moindre but. Vainqueurs de la Guinée équatoriale (3-0) et du Mali (1-0), les Éléphants s'inclinent finalement aux tirs au but (8-7) face à la Zambie après un match nul et vierge, alors que Drogba a manqué un pénalty en cours de jeu. Cette défaite inattendue fait le désespoir des supporters ivoiriens. Un an après la crise post-électorale, cet échec est une claque pour le nouveau président Alassane Ouattara, qui avait misé sur cette CAN pour contribuer au processus d'unité nationale en cours.
Sous la direction du Français Sabri Lamouchi, les Ivoiriens se qualifient pour la CAN 2013 face au Sénégal, la dernière annoncée pour Drogba, mais y déçoivent une nouvelle fois en étant éliminés dès les quarts de finale face au Nigeria (1-2).
Versée dans un groupe très ouvert avec la Colombie, la Grèce et le Japon, la Côte d'Ivoire est l'une des outsiders de la Coupe du monde 2014. Lors du premier match contre le Japon, elle est menée dès la 16e minute, mais l'emporte par 2 buts à 1 grâce à Wilfried Bony et Gervinho. Elle perd son second match contre la Colombie sur le même score. Lors de son troisième match, contre la Grèce, la Côte d'Ivoire encaisse un but à la 42e minute : elle est alors éliminée. L'égalisation de Bony à la 74e minute offre aux Ivoiriens la deuxième place du groupe, mais la qualification leur échappe tout à la fin du match, lorsque Yeóryos Samarás inscrit un penalty pour la Grèce à la 93e minute. La Grèce remporte le match 2-1 et se qualifie pour les huitièmes de finale aux dépens de son adversaire du soir.

### Le deuxième sacre africain en 2015

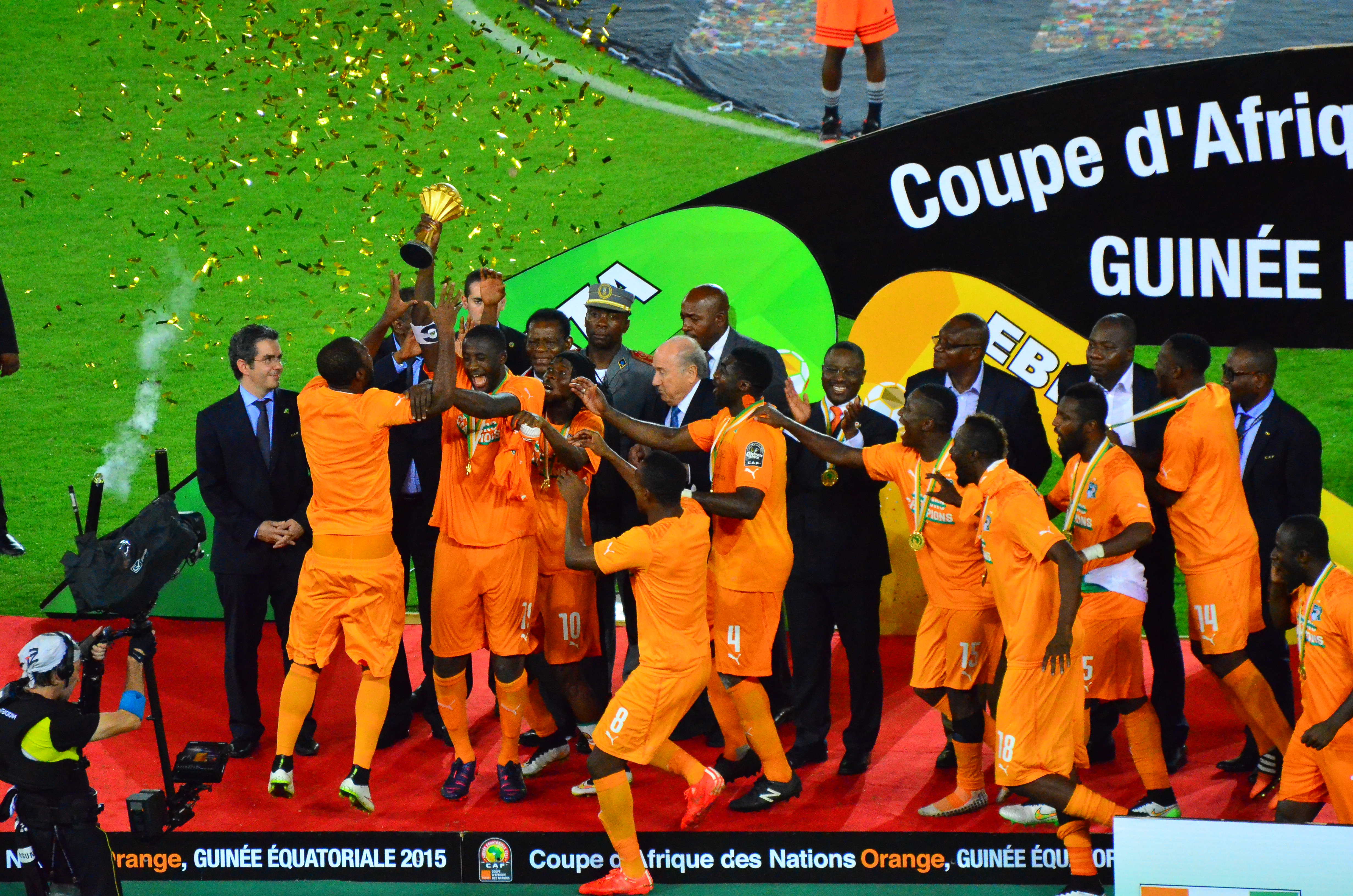
La Côte d'Ivoire vainqueur de la CAN en 2015.

Hervé Renard, ancien sélectionneur de la Zambie et champion d'Afrique en 2012, succède à Sabri Lamouchi sur le banc des Éléphants en juillet 2014. Sous sa houlette, la Côte d'Ivoire se qualifie pour la 30e édition de la Coupe d'Afrique des nations en Guinée équatoriale.
Tête de série du groupe D du tournoi, la Côte d'Ivoire connaît des débuts poussifs en concédant deux nuls 1-1 lors de ses deux premiers matches face à la Guinée puis contre le Mali. Cependant les Ivoiriens se ressaisissent en battant le Cameroun 1-0 (but de Gradel) lors du dernier match de la poule et se qualifient pour la deuxième phase de la compétition.
En quart de finale les Éléphants éliminent l'Algérie – considérée comme l'un des prétendants à la victoire finale en raison de sa bonne campagne lors du Mondial 2014 – sur un score de trois buts à un (doublé de Bony et but de Gervinho). Ils battent sur le même score l'équipe de République démocratique du Congo en demi-finales. En finale, les Ivoiriens sont opposés aux Black Stars du Ghana et s'imposent dans la séance des tirs au but (9:8 t.a.b.) après un match nul et vierge (0-0 a.p.) exactement comme lors de l'édition de 1992 qui avait vu la Côte d'Ivoire remporter la séance de tirs au but face à ce même adversaire en finale (11:10 t.a.b.).

### 2017- 2023: déclin  sur la scène continentale et internationale
La sélection ivoirienne, invincible depuis 25 matches, soit " 2 ans sans défaite " record de 2010 battu, se rend au Gabon afin de disputer la CAN. Versée dans le groupe de la mort avec le Togo, le Maroc et la République Démocratique du Congo, les Elephants sortent de la compétition par la petite porte sans remporter le moindre match : deux matchs nuls avec le Togo 0-0 puis 2-2 face au Congo a l'issue d'un match complètement fou. Les Éléphants s'inclineront face aux lions de l'Atlas du Maroc sur le score de 1-0. Le sélectionneur français Michel Dussuyer donnera sa démission.
Révolution au sein de la sélection ivoirienne puisqu'en Avril 2017, c'est le technicien belge, Marc Wilmots qui prend la tête de l'équipe nationale. Dès son arrivée, le sélectionneur national s'affirme et affiche ses ambitions : qualifier les éléphants pour le mondial 2018 en Russie. Afin d'étoffer son effectif, ce dernier a convaincu plusieurs bi-nationaux d'intégrer la sélection, choix qui ne va pas s'avérer directement payant car les Eléphants perdent leurs deux premiers matchs sous l'ère Wilmots : une défaite face au voisin guinéen (2-3) suivi d'un revers cinglant (5-0) face aux Pays-Bas, ce qui constitue la plus large défaite de l'histoire de la Côte d'Ivoire . Une double confrontation est alors entamée contre le Gabon victoire 3-0 des Ivoiriens à  Libreville  et défaite 2-1 au  Stade de la Paix de Bouaké  Par la suite, les Éléphants font match nul contre le voisin malien puis échouent de se qualifier pour le Mondial 2018 en Russie face au Maroc défaite 2-0 au Stade Félix Houphouët-Boigny. Marc Willmots est limogé sur le champ. Le technicien local Kamara Ibrahim, assura l'intérim. En mars 2018, Les Éléphants abordèrent deux maths amicaux contre le Togo et la Moldavie. Match nul 2-2 contre les Éperviers puis victoire 2-1 contre les modestes moldaviens. Kamara Ibrahim fut confirmé à la tête de la sélection en juin 2018 avec pour objectif la qualification à la Coupe d'Afrique des nations 2019. Les Éléphants ont battu le Rwanda à Kigali lors de la 2e journée en septembre 2018. Puis suit une victoire 4-0 à Abidjan contre la Centrafrique et un match nul à Bangui. En novembre 2018, Les Éléphants arrachèrent le match nul 1-1 à Conakry contre la Guinée. La Côte d'Ivoire se qualifia pour la CAN 2019 après une victoire 3-0 à domicile lors de la 6e et dernière contre le Rwanda. Pour se préparer pour la grande messe du football africain en Égypte, les Éléphants affrontèrent le Libéria en amical en mars 2019. Puis trois matchs contre les Comores (victoire 3-1) l'Ouganda (défaite 1-0) et la Zambie (victoire 4-1) en juin 2019 pour se préparer pour la compétition. Reversé dans la Poule D avec le Maroc, la Namibie et l'Afrique du Sud. Les Éléphants remportèrent le 1er match 1-0 contre les Sud africains puis furent battus par les Marocains. Ils se qualifièrent grâce à une victoire 4-1 contre la Namibie. En 8es, ils sortirent le voisin malien 1-0 grâce à un but de  Wilfried Zaha . En quart de finale contre l'Algérie, les Éléphants menés au score égalisèrent grâce à Jonathan Kodjia. Plus tard, ils s'inclinèrent aux tirs au but. La Côte d'Ivoire a tourné la page et doit désormais penser à la CAN 2021 au Cameroun. Kamara Ibrahim toujours à la tête de la sélection. Les pachydermes abordèrent deux matchs amicaux, victoire contre les léopards de la RDC et les  écureuils  du  Bénin  en septembre et les aigles de Carthage de la Tunisie en octobre. En novembre, les Éléphants démarrèrent les qualifications pour la  CAN Total Énergies 2021 au Cameroun. Victoire 1-0 au Felicia contre le Niger puis défaite 2-1 à Addis-Abeba contre l'Éthiopie. Kamara Ibrahim quitta la sélection en janvier 2020.  Patrice Beaumelle adjoint d'Hervé Renard lors du sacre de 2015 devenu le nouveau sélectionneur de la Côte d'Ivoire. Il fit revenir des joueurs cadres de la sélection tels que  Gervinho  et  Serey Dié  qui avaient annoncé leur retraite internationale et de  Jean Akpa Akpro (champion d'Afrique 2015) et  Jérémie Boga  disparus des radars de la sélection depuis fort longtemps. Un nouveau souffle arriva avec de nouveaux joueurs talentueux tels que  Sébastien Haller ,  Wilfried Singo,  Willy Boly, Jean Evrard Kouassi ,  Christian Kouamé. En octobre 2020, les Éléphants se retrouvèrent après quasiment 1 an. À l'occasion ils accrochèrent la Belgique 1-1 puis succombèrent 1-0 contre le Japon en amical. En novembre, les Ivoiriens sortirent vainqueurs contre Madagascar à Abidjan 2-1 puis firent un match nul 1-1 à Antananarivo. En mars 2021, les Éléphants se qualifièrent grâce à une victoire 3-0 contre le Niger à Niamey et 3-1 contre l'Éthiopie à Abidjan. Qualifié pour le Cameroun, Patrice Beaumelle et ses poulains furent fixés vers les qualifications pour le Mondial 2022 au Qatar. Tout d'abord deux matchs amicaux en juin contre le Burkina Faso (victoire 2-1) et contre le Ghana (match nul 0-0) En septembre, la Côte d'Ivoire débuta la route pour le Qatar avec un match nul 0-0 contre le Mozambique et une victoire 2-1 contre le Cameroun. En octobre, Leader du groupe Les éléphants confiants se retrouvèrent pour les 3es et 4es journées contre le Malawi. Victoire 2-1 à l'aller et 3-0 au retour. En novembre, les éléphants battirent le Mozambique 3--0 mais laissèrent filer la qualification pour les barrages contre le Cameroun 1-0. Les pachydermes allèrent en janvier 2022 au Cameroun pour disputer la grande messe du football africain. Reversé dans la poule E avec l'Algérie, la Guinée Équatoriale et la Sierra Léone. Les Éléphants remportèrent leur premier match contre les Equato-Guinéens 1-0, match nul 2-2 contre la Sierra Leone et victoire 3-1 contre l'Algérie. Malheureusement, l'Égypte barra la route aux Ivoiriens en 8es de Finale. Malgré cette élimination prématurée, Patrice Beaumelle resta à son poste. En mars, les Éléphants firent face en amical à la France (défaite 2-1) et à l'Angleterre (défaite 3-0) Beaumelle annonça sa démission. Un autre Français lui succéda Jean-Louis Gasset avec pour objectif de remporter la Coupe d'Afrique des nations de football 2023 à domicile. Le technicien français fit revenir le milieu Seko Fofana qui avait refusé la sélection de son plein gré. En juin, la Côte d'Ivoire qualifiée d'office en tant que pays hôte commence les matchs de qualifications avec une victoire 3-1 contre la Zambie à Yamoussoukro et un match nul contre le Lesotho 0-0. En septembre 2022, la Côte d'Ivoire remporte ses deux matchs amicaux 2-1 contre le Togo et 3-1 face à la Guinée. En octobre, les « Éléphants » battent le Burundi 4-0 et perdent face au Burkina Faso 2-1 avec une équipe remaniée. En mars 2023, ils remportent la double confrontation contre les Comores 3-1 à Bouaké et 2-0 à l'extérieur. En juin, privés d’une dizaine de joueurs ils perdent 3-0 à Lusaka contre la Zambie. En septembre, ils gagnent le match de la 6e journée contre le Lesotho à San-Pédro grâce à un but de Sangaré Ibrahim. Le match amical prévu contre le Mali fut interrompu par la forte pluie qui dégrada l'état de la pelouse du Stade Olympique Alassane Ouattara d'Ebimpé. En octobre, les Éléphants retrouvèrent le mythique  Stade Félix Houphouët-Boigny avec deux matchs amicaux soldés par deux  matchs nuls 1-1 contre le Maroc et l'Afrique du Sud. En novembre, la Côte d'Ivoire commence les qualifications pour le Mondial 2026 aux États Unis, Canada et Mexique avec une victoire écrasante 9-0 à Abidjan contre les Seychelles et une victoire 2-0 contre la Gambie en Tanzanie. À l'occasion les Éléphants firent leur retour dans le Top 10 au rang africain et 50 au niveau mondial.

### Troisième sacre africain en 2024 et retour au premier plan
Pour sa CAN à domicile, la Côte d'Ivoire est dans la poule A en compagnie des Super Eagles du Nigeria, le Nzalang National de la Guinée Équatoriale et les Djurtus de la Guinée Bissau. Le sélectionneur Jean-Louis Gasset donne une liste de 27 joueurs avec la grande absence de Wilfried Zaha, le retour surprise de Nicolas Pépé et la convocation de Simon Adingra et Sébastien Haller malgré leurs blessures.Les Éléphants firent leur préparation à San-Pédro avec un match amical contre le Mozambique mais les Mambas déclinent plus tard la rencontre et laissent leur place au Sierra Leone ( victoire 5-1 ). Pour son premier match, la Côte d'Ivoire l'emporte 2-0 face à la Guinée-Bissau avec des buts de Seko et Jean-Philippe Krasso. Ils sont battus par le Nigéria (0-1) puis sévèrement par la Guinée équatoriale (4-0). Cela entraîne la quasi-élimination de la Côte d'Ivoire et la démission de Jean-Louis Gasset, remplacé par Émerse Faé, mais les Éléphants sont repêchés avec le système du meilleur 3e grâce au nul arraché par le Mozambique contre le Ghana et à la victoire du Maroc contre la Zambie (0-1). Après cela, les Ivoiriens affrontent le Sénégal en huitièmes de finale Franck Kessié égalise sur pénalty à quelques minutes de la fin du match.  Ils s'imposèrent plus tard aux tirs au but et éliminèrent les champions d'Afrique en titre, Mené contre le Mali en quarts de finale, Adingra égalisa et Oumar Diakité offrit la victoire lors des prolongations, Vainqueur de la RD Congo et mené une nouvelle fois en finale face au Nigéria ils repassent devant grâce à des buts de Kessié et Haller ( victoire 2-1 ) sur deux passes décisives d'Adingra qui sera élu homme du match de la finale et meilleur jeune de la compétition. La sélection ivoirienne décroche son troisième sacre africain après 1992 et 2015. Ghislain Konan, Jean Michaël Seri et Kessié figurent dans l'équipe type publié par la CAF  tandis que Émerse Faé est élu meilleur entraîneur. 
Faé est confirmé à la tête de la sélection. En mars, les Éléphants font match nul 2-2 contre les guépards du Bénin et une victoire 2-1 contre la Céleste d'Uruguay.
En juin dans le cadre des qualifications à la Coupe du monde de football 2026, la Côte d'Ivoire bat le Gabon 1-0 à Korhogo puis fait match nul 0-0 contre les Harambee Stars du Kenya au Malawi.      

## Identité

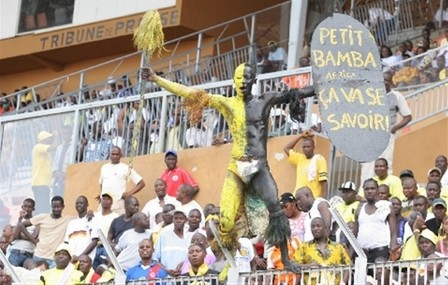
Supporters de la Côte d'Ivoire

Comme pour de nombreuses autres sélections africaines, les joueurs ivoiriens sont surnommés du nom d'un animal, en l’occurrence les « Éléphants ». Ce choix est à rapprocher des légendes et traditions de la Côte d'Ivoire, dont le nom même renvoie à l'ivoire des défenses d'éléphants.
Traditionnellement, la sélection ivoirienne reprend les couleurs du drapeau de la Côte d'Ivoire : le maillot domicile est orange, le maillot extérieur blanc et/ou vert.

Logo de la Fédération ivoirienne de football[47]
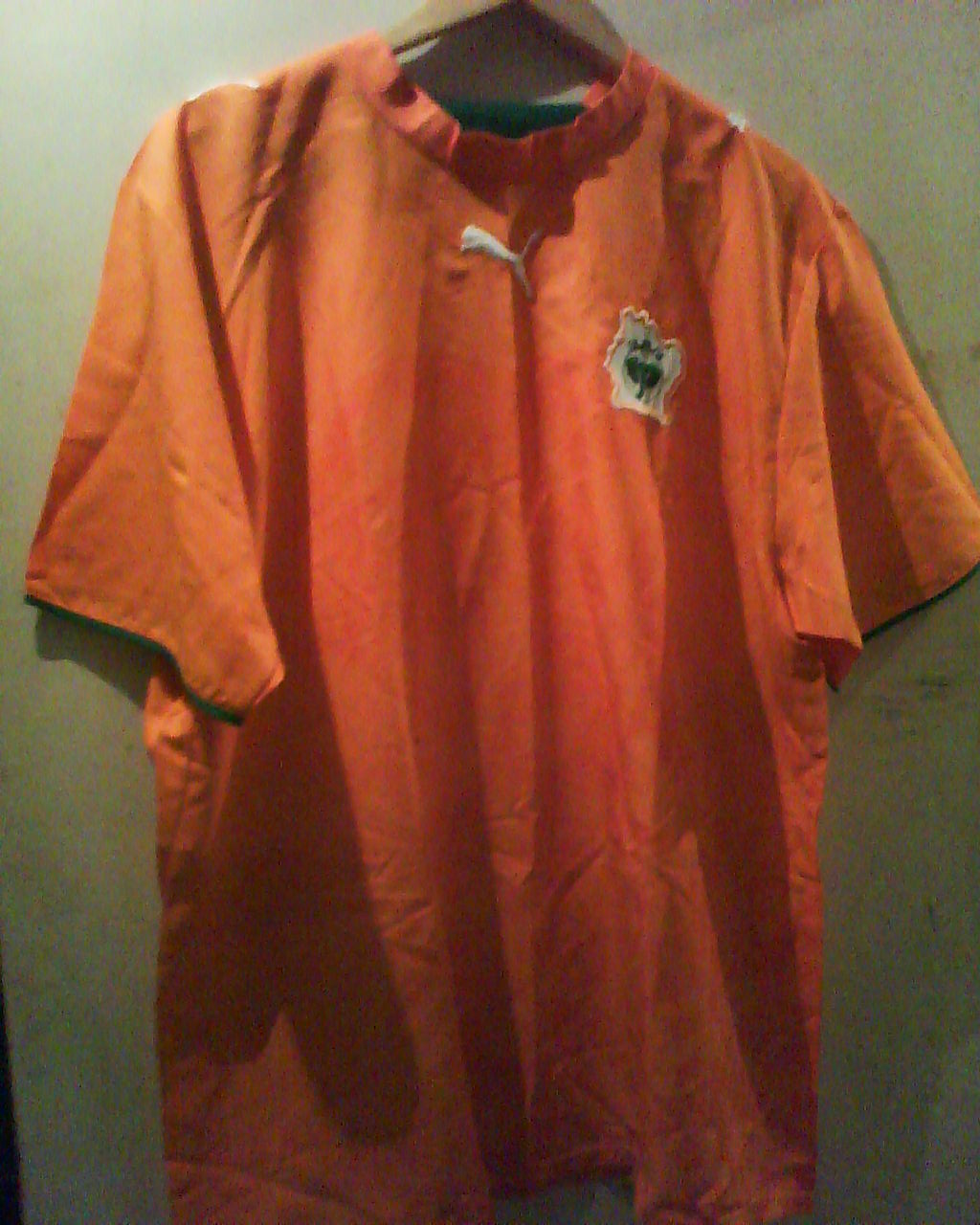
Le maillot domicile en 2006
Le Maillot domicile en 2008
Le Maillot extérieur en 2008 La sélection ivoirienne entretient des rivalités avec ses voisins du Syli National de  Guinée, les Aigles du Mali et les étalons du Burkina Faso.   D'autres nations plus fortes sur le continent africain les Black stars du  Ghana  contre laquelle elle a remporté ses deux premières Coupes d'Afrique et le Cameroun malgré la distance entre les deux nations.

## Résultats

### Palmarès
| Compétitions africaines | Autres compétitions |
| --- | --- |
| - Coupe d'Afrique des nations (3) - Vainqueur en 1992 2015 et 2023 - Finaliste en 2006 et 2012 - Troisième en 1965, 1968, 1986 et 1994 - Quatrième en 1970 et 2008 | - Coupe afro-asiatique des nations - Finaliste en 1993 - Tournoi de l'UEMOA - Vainqueur en 2007 et 2008 - Coupe CEDEAO - Vainqueur en 1983, 1987 et 1991. - Championnat d'Afrique des nations - troisième en 2016 - Coupe des Confédérations - 4e en 1992 - Jeux olympiques - Quarts de finaliste en 2008 et en 2016 - Coupe du monde - 1er Tour en 2006, 2010 et 2014. |

### Parcours dans les compétitions internationales

#### Parcours en Coupe du monde
| Année | Position     |      | Année         | Position |               | Année | Position |
| 1930  | Non inscrite | 1974 | Non qualifiée | 2010     | 1er tour      |       |          |
| 1934  | Non inscrite | 1978 | Non qualifiée | 2014     | 1er tour      |       |          |
| 1938  | Non inscrite | 1982 | Non inscrite  | 2018     | Non qualifiée |       |          |
| 1950  | Non inscrite | 1986 | Non qualifiée | 2022     | Non qualifiée |       |          |
| 1954  | Non inscrite | 1990 | Non qualifiée | 2026     | À venir       |       |          |
| 1958  | Non inscrite | 1994 | Non qualifiée | 2030     | À venir       |       |          |
| 1962  | Non inscrite | 1998 | Non qualifiée | 2034     | À venir       |       |          |
| 1966  | Non inscrite | 2002 | Non qualifiée |          |               |       |          |
| 1970  | Non inscrite | 2006 | 1er tour      |          |               |       |          |

#### Parcours en Coupe d'Afrique
| Année | Position          |      | Année             | Position |                    | Année | Position |
| 1957  | Non inscrite      | 1982 | Non inscrite      | 2006     | Finaliste          |       |          |
| 1959  | Non inscrite      | 1984 | 1er tour          | 2008     | Demi-finale (4e)   |       |          |
| 1962  | Non inscrite      | 1986 | Demi-finale (3e)  | 2010     | Quart de finale    |       |          |
| 1963  | Non inscrite      | 1988 | 1er tour          | 2012     | Finaliste          |       |          |
| 1965  | Demi-finale (3e)  | 1990 | 1er tour          | 2013     | Quart de finale    |       |          |
| 1968  | Demi-finale (3e)  | 1992 | Vainqueur         | 2015     | Vainqueur          |       |          |
| 1970  | Demi-finale (4e)  | 1994 | Demi-finale (3e)  | 2017     | 1er tour           |       |          |
| 1972  | Tour préliminaire | 1996 | 1er tour          | 2019     | Quart de finale    |       |          |
| 1974  | 1er tour          | 1998 | Quart de finale   | 2021     | Huitième de finale |       |          |
| 1976  | Tour préliminaire | 2000 | 1er tour          | 2023     | Vainqueur          |       |          |
| 1978  | Disqualifié       | 2002 | 1er tour          | 2025     | À venir            |       |          |
| 1980  | 1er tour          | 2004 | Tour préliminaire | 2027     | À venir            |       |          |

#### Parcours en coupe des confédérations
| Année | Position    |      | Année       | Position |             | Année | Position |
| 1992  | Demi-finale | 2001 | Non inscrit | 2013     | Non inscrit |       |          |
| 1995  | Non inscrit | 2003 | Non inscrit | 2017     | Non inscrit |       |          |
| 1997  | Non inscrit | 2005 | Non inscrit |          |             |       |          |
| 1999  | Non inscrit | 2009 | Non inscrit |          |             |       |          |

### Classement FIFA
| Année              | 1993 | 1994 | 1995 | 1996 | 1997 | 1998 | 1999 | 2000 | 2001 | 2002 | 2003 | 2004 | 2005 | 2006 | 2007 | 2008 | 2009 | 2010 | 2011 | 2012 | 2013 | 2014 | 2015 | 2016 | 2017 | 2018 | 2019 | 2020 |
| ------------------ | ---- | ---- | ---- | ---- | ---- | ---- | ---- | ---- | ---- | ---- | ---- | ---- | ---- | ---- | ---- | ---- | ---- | ---- | ---- | ---- | ---- | ---- | ---- | ---- | ---- | ---- | ---- | ---- |
| Classement mondial | 33   | 25   | 20   | 51   | 52   | 44   | 53   | 51   | 44   | 64   | 70   | 40   | 42   | 18   | 37   | 29   | 16   | 21   | 16   | 14   | 17   | 28   | 19   | 34   | 61   | 65   | 61   | 61   |
| Classement CAF     | 7    | 4    | 1    | 9    | 6    | 7    | 8    | 7    | 7    | 10   | 13   | 8    | 7    | 3    | 4    | 5    | 2    | 3    | 1    | 1    | 1    | 3    | 1    | 2    | 11   | 11   | 12   | 12   |

## Infrastructures

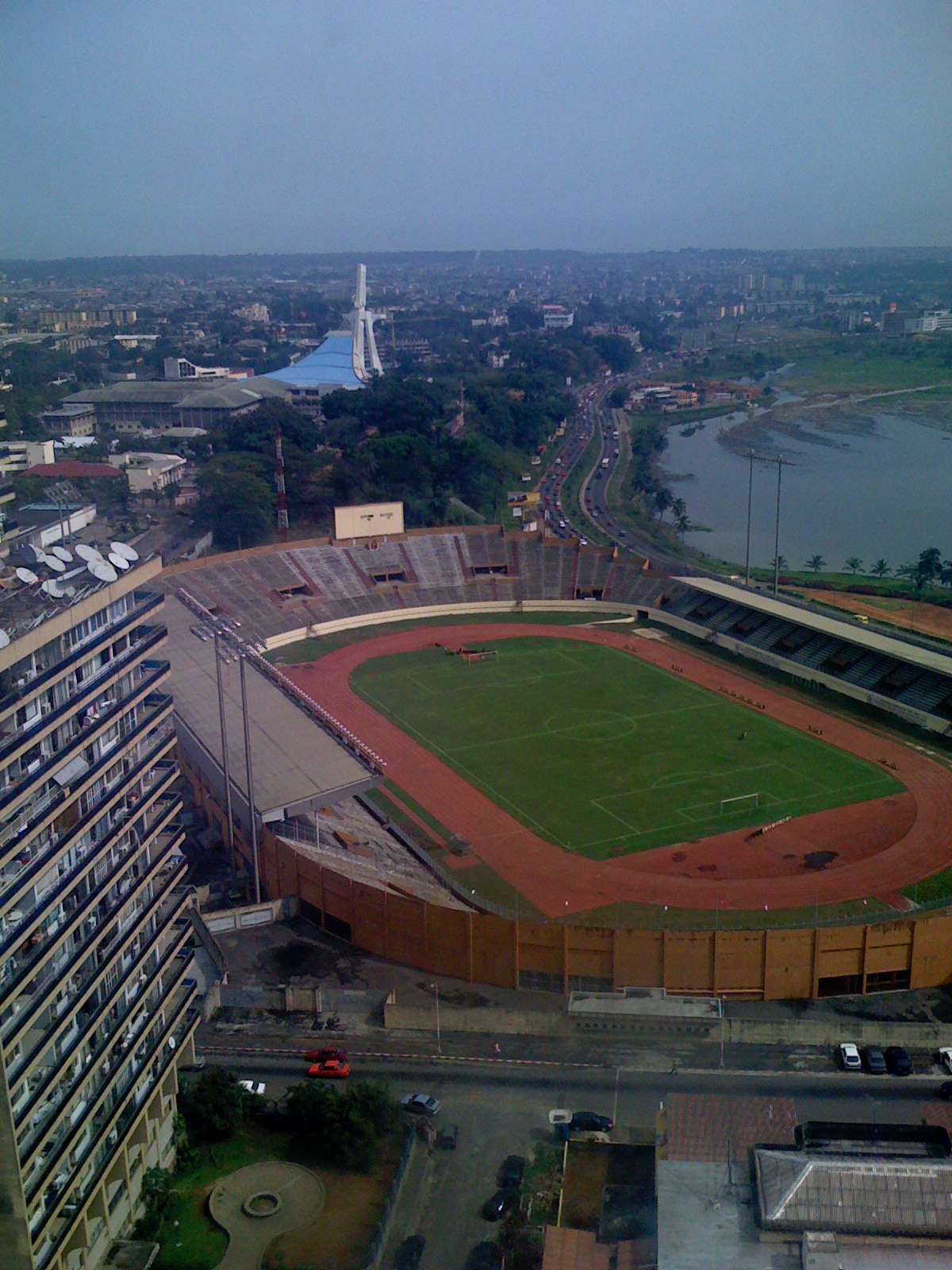
Le Stade Félix-Houphouët-Boigny

La sélection ivoirienne évolue à domicile au stade Félix-Houphouët-Boigny, surnommé le « Félicia », une enceinte multifonctionnelle rebaptisée en 1964 du nom du fondateur de la nation ivoirienne Félix Houphouët-Boigny. Situé dans le quartier du Plateau d'Abidjan, la capitale ivoirienne, il a une capacité d'environ 35 000 spectateurs. La sélection en partage la résidence avec l'ASEC Mimosas. Stade principal de la CAN 1984 dont il accueille la phase finale, il est de nouveau rénové en 2009 à l'occasion du premier Championnat d'Afrique des nations. Il est cette même année endeuillé par la mort de 19 personnes lors d'un match de la sélection.
Depuis 2010, la sélection dispose avec le Centre technique national de Bingerville d'un centre d’entraînement et de formation dédié, copié sur le centre français de Clairefontaine. Il se situe à une vingtaine de kilomètres du stade.

## Joueurs et personnalités

### Sélectionneurs

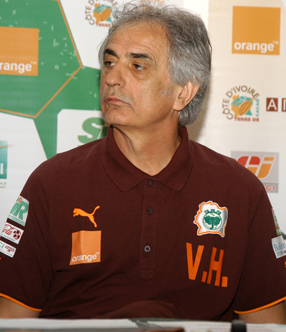
Vahid Halilhodžić, sélectionneur de 2008 à 2010.

Comme ailleurs en Afrique, le poste de sélectionneur de la Côte d'Ivoire est un mandat instable, où il est rare d'être maintenu plus de deux ans.
Dans ces conditions, cinq sélectionneurs sont parvenus à atteindre la finale d'une CAN à la tête de cette équipe : les Ivoiriens Martial Yeo, vainqueur du tournoi continental en 1992, Émerse Faé vainqueur à domicile en 2024 et François Zahoui en 2012, ainsi que les Français Henri Michel en 2006 et Hervé Renard en 2015.
Liste des sélectionneurs de la Côte d'Ivoire
- 1960 :  Paul Gévaudan
- CAN 1965 :  Alphonse Bissouma Tapé[53]
- 1966 : inconnu
- 1967-1968 :  Paul Gévaudan[53]
- 1968-1970 :  Peter Schnittger
- 1970-1972 :  Jean Tokpa
- 1972-1974 :  Santa Rosa[53]
- 1974-1980 :  Gérard Gabo
- 1982-1985 :  Otto Pfister
- CAN 1984 :  David Duque Ferreira
- 1985-1986 :   Pancho Gonzales
- 1987-1988 :  Martial Yeo
- 1989 :  Kaé Oulaï (intérim)
- 1989-1992 :  Radivoje Ognjanović
- 1992-1993 :  Martial Yeo
- 1993-1994 :  Philippe Troussier
- 1994-1996 :  Henryk Kasperczak
- 1996-1998 :  Pierre Pleimelding
- 1998-2000 :  Robert Nouzaret
- 2000 :  Gbonké Tia (intérim)
- 2000-2001 :  Patrick Parizon
- 2001-2002 :  Lama Bamba
- 2002-2004 :  Robert Nouzaret
- 2004-2007 :  Henri Michel
- 2007-2008 :  Ulrich Stielike
- 2008 :  Gérard Gili (intérim)[54]
- 2008-2010 :  Vahid Halilhodžić
- 2010 :  Georges Kouadio (intérim)
- 2010 :  Sven-Göran Eriksson
- 2010-2012 :  François Zahoui
- 2012-2014 :  Sabri Lamouchi
- 2014-2015 :  Hervé Renard
- 2015-2017 :  Michel Dussuyer
- mars 2017-novembre 2017 :  Marc Wilmots
- juillet 2018-février 2020 :  Ibrahim Kamara
- mars 2020-avril 2022 :  Patrice Beaumelle
- mai 2022-24 janvier 2024 :  Jean-Louis Gasset.
- depuis le 24 janvier 2024 :  Émerse Faé

### Joueurs emblématiques
| Rang | Joueur           | Carrière  | Sélections |
| ---- | ---------------- | --------- | ---------- |
| 1    | Didier Zokora    | 2000-2014 | 123        |
| 2    | Kolo Touré       | 2000-2015 | 120        |
| 3    | Max-Alain Gradel | 2011-2024 | 113        |
| 4    | Didier Drogba    | 2002-2014 | 106        |
| 5    | Yaya Touré       | 2004-2015 | 101        |
| 6    | Siaka Tiéné      | 2000-2015 | 100        |
| 7    | Salomon Kalou    | 2007-2017 | 96         |
| 8    | Serge Aurier     | 2013-     | 93         |
| 9    | Abdoulaye Traoré | 1984-1996 | 90         |
| 10   | Arthur Boka      | 2004-2015 | 88         |

| Rang | Joueur            | Carrière  | Buts |
| ---- | ----------------- | --------- | ---- |
| 1    | Didier Drogba     | 2002-2014 | 66   |
| 2    | Abdoulaye Traoré  | 1984-1996 | 49   |
| 3    | Joël Tiéhi        | 1984-1999 | 28   |
| 4    | Salomon Kalou     | 2007-2017 | 27   |
| 6    | Gervinho          | 2007-2021 | 23   |
| 6    | Ibrahima Bakayoko | 1996-2002 | 22   |
| 7    | Laurent Pokou     | 1967-1980 | 21   |
| 8    | Yaya Touré        | 2004-2015 | 19   |
| 9    | Aruna Dindane     | 2000-2010 | 18   |
| 9    | Max-Alain Gradel  | 2011-2024 | 18   |

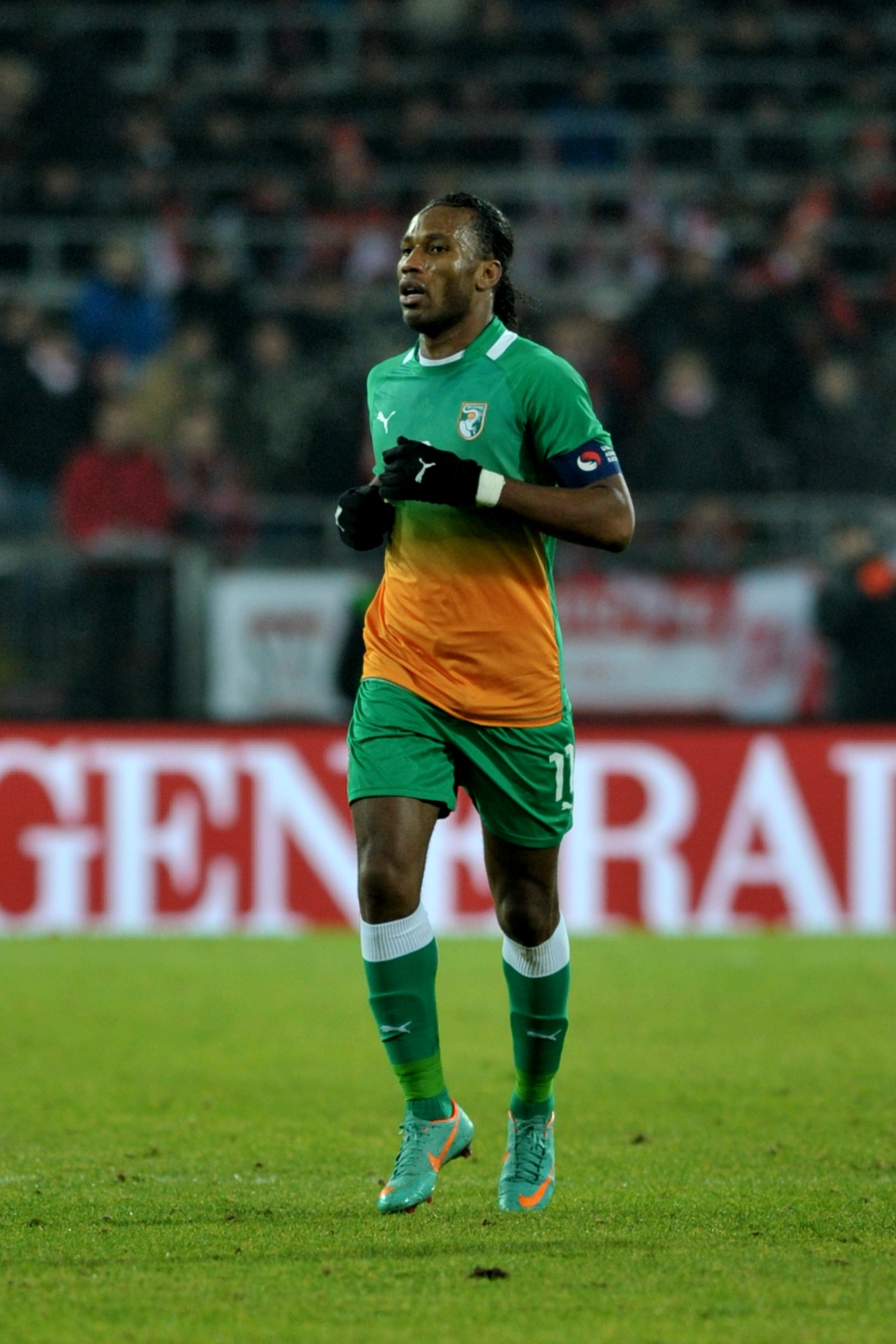
Didier Drogba (Le meilleur buteur de la sélection)

Parmi les joueurs de football ayant marqué l'histoire de la sélection, aucun n'a été récompensé du Ballon d'or africain, disparu en 1994, mais deux ont remporté le trophée du Joueur africain de l'année, qui l'a depuis remplacé : le buteur Didier Drogba en 2006 et 2009 et le milieu de terrain Yaya Touré en 2011, 2012, 2013 et 2014. Drogba particulièrement, a acquis une dimension extra-sportive importante en Côte d'Ivoire.
Dans les années 2000, la sélection ivoirienne peut compter, outre Drogba (Chelsea FC) et Yaya Touré (Manchester City), sur un nombre rare de joueurs évoluant dans les meilleurs championnats européens : Kolo Touré (Liverpool), Didier Zokora (Trabzonspor), Salomon Kalou (Hertha Berlin), Bonaventure Kalou (Paris SG), Aruna Dindane (RC Lens), Kanga Akalé (RC Lens), Emmanuel Eboué et Kader Keita (Galatasaray SK) ou encore Gervinho (Hebei China Fortune FC).
Avant cette génération dorée, les footballeurs ivoiriens ne brillaient pas tant. Si les attaquants Laurent Pokou et Joël Tiéhi ou le gardien de but Alain Gouaméné, notamment lors de la victoire lors de la Coupe d'Afrique de 1992, ont connu des moments forts avec la sélection, il est à noter qu'aucun Ivoirien n'apparaît dans la liste FIFA 100 publiée en 2004, ni dans le classement des 30 meilleurs  footballeurs africains de la période 1957-2007 publié par la CAF à l'occasion de son cinquantenaire en 2007. Les Ivoiriens ont par contre compté régulièrement des joueurs dans les équipes types honorées à la fin de chaque CAN :  Pokou en 1968 et 1970 (il restera le meilleur buteur de l'histoire de la compétition jusqu'à ce que Samuel Eto'o ne le dépasse), Henri Konan et Joseph Bléziri en 1968, Ernest Kallet Bialy et Bernard Gnahoré en 1970, Arsène Hobou en 1990, Joël Tiéhi en 1994, Tchiressoua Guel en 1998.
 Eustache Manglé  (a)            

### Effectif actuel
Les joueurs suivants ont été sélectionnés pour disputer les matchs amicaux contre la Nouvelle-Zélande et le Canada, respectivement les 7 et 10 juin 2025.

### Appelés récemment
Les joueurs suivants ne font pas partie du dernier groupe appelé mais ont été retenus en équipe nationale lors des 12 derniers mois.
Les joueurs qui comportent le signe , sont blessés au moment de la dernière convocation, et qui comportent le signe RET sont retraité.
| Pos. | Nom                 | Date de Naissance | Sél. | Buts | Club                   | Dernier appel                      |
| ---- | ------------------- | ----------------- | ---- | ---- | ---------------------- | ---------------------------------- |
| M    | Hamed Junior Traorè | 16 février 2000   | 8    | 2    | AFC Bournemouth        | vs Gambie, 20 novembre 2023        |
| D    | Hassane Kamara      | 5 mars 1994       | 9    | 0    | Udinese Calcio         | vs Gambie, 20 novembre 2023        |
| A    | Wilfried Zaha       | 10 novembre 1992  | 31   | 5    | Galatasaray SK         | vs Afrique du Sud, 17 octobre 2023 |
| D    | Abakar Sylla        | 25 décembre 2002  | 6    | 0    | RC Strasbourg          | vs Afrique du Sud, 17 octobre 2023 |
| A    | Maxwell Cornet      | 27 septembre 1996 | 30   | 5    | West Ham United        | vs Lesotho, 9 septembre 2023       |
| A    | Jean Evrard Kouassi | 25 septembre 1994 | 13   | 1    | Zhejiang Professional  | vs Zambie, 17 juin 2023            |
| G    | Ira Tapé            | 31 août 1997      | 2    | 0    | Bahir Dar Kenema       | vs Zambie, 17 juin 2023            |
| D    | Simon Deli          | 27 octobre 1991   | 27   | 0    | İstanbulspor           | vs Zambie, 17 juin 2023            |
| D    | Éric Bailly         | 12 avril 1994     | 49   | 2    | Olympique de Marseille | vs Zambie, 17 juin 2023            |
| D    | Emmanuel Agbadou    | 17 juin 1997      | 4    | 0    | Stade de Reims         | vs Zambie, 17 juin 2023            |